# Осиповський Тимофій Федорович
Тимофій Федорович Осиповський (22 січня (2 лютого) 1765, с. Осипове, Ковровський повіт, Владимирська губернія, Російська імперія — 12 (24) червня 1832, Москва, Російська імперія) — український[джерело?] математик і філософ-раціоналіст. Учитель Михайла Остроградського, ректор Харківського університету (1813—1820).

## Життєпис
Народився 2 лютого 1766 р. у с. Осипове, Ковровського повіту, Владимирської губернії в родині сільського священика. Для отримання середньої освіти Осиповський був відданий у Владимирську семінарію, де навчався до 1783 року. Він успішно переходив із класу в клас і в 1783 р. повинен був закінчити курс по класу риторики. Але в тому ж 1783 р. в Петербурзі була заснована перша в Росії вчительська гімназія (згодом — Педагогічний інститут). У цю гімназію були викликані з духовних академій і семінарій найкращі студенти для підготовки до вчительської діяльності, у тому числі й Осиповського, який закінчив її у 1786 році.
Після закінчення гімназії переїхав до Москви. Працював учителем фізики, математики та російської словесності. у народному училищі.
У 1800 р. повернувся до Санкт-Петербургу.
У 1800—1803 рр. — посів кафедру фізики і математики в Петербурзькій учительский гімназії (1803 р. перетворена у Петербурзький педагогічний інститут, Осиповський продовжив працювати в ньому в якості професора).
Наприкінці 1802 р. від імені попечителя графа С. О. Потоцького В. Н. Каразін запропонував йому очолити кафедру чистої математики. Осиповський переїхав до Харкова, брав активну участь у відкритті університету.
У 1807 р. Загальні Збори університету присвоїли Осиповському ступінь доктора. У 1811—1820 роках він викладав також на кафедрі прикладної математики. Читав курси математики, механіки, оптики та прикладної астрономії. Серед його учнів був видатний математик М. В. Остроградський.
Брав активну участь в організації Товариства наук при університеті (засноване у 1812 р.), неодноразово обирався його головою. Був активним членом, а згодом і головою Філотехнічного товариства.
У 1813—1820 рр. ректор Харківського університету. У 1819 р. був затверджений у званні заслуженого професора.
За наполяганням попечителя університету і його округу, віце-президента Петербурзького біблійного Товариства З. Я. Карнєєва, 1 листопада 1820 р. був звільнений з посади ординарного професора і ректора. Причиною цього стала різка критика Осиповського у бік Корнєєва, який відразу ж після вступу на посаду у 1817 р. видав циркулярну пропозицію, що Святе Письмо має служити основою викладання всіх наук. Згодом він також видав низку приписів, спрямованих до встановлення та поширення в університеті і в усіх навчальних закладах округу читання Біблії, творів святих отців і творів "освічених від Бога людей, що з'явилися особливо в минулому столітті, які з коренем ниспровергли помилкове філософське вчення непереможними доказами, взятими з слова Божого і з внутрішнього пізнання зіпсованої через падіння природи людської ".
Вийшовщи у відставку, Осиповський переселився до Москви, де й помер 12 (24) червня 1832 року. Похований на Ваганьківському кладовищі.
У 1863 р. у Харківському університеті була заснована стипендія імені Осиповського.

## Наукова діяльність
Підготовлений Осиповським підручник математики витримав три видання і користувався великою популярністю.
Осиповський одним з перших виступив з критикою філософії І. Канта у своїх публічних промовах «О пространстве и времени» (1807) та «Рассуждении о динамической философии Канта» (1813).
До останніх років його життя відносяться праці, присвячені оптичним явищам, що відбуваються в земній атмосфері. Займався популяризацією науки, переклав на російську мову «Небесну механіку» Лапласа (залишилася в рукописі) і «Логіку» Кондільяка. Активний член, а потім і голова Філотехнічного товариства, заснованого при Харківському університеті.

## Твори
- Рассуждение о пользе наук. Торжество Моск. Главного училища. — М., 1795
- Курс математики. — Т. 1, содержащий общую и частную арифметику. — СПб., 1802 (те саме: СПб., 1813; СПб., 1820), Т. 2, содержащий геометрию, прямолинейную и сферическую тригонометрию и введение в криволинейную геометрию, — СПб., 1801 (те саме; СПб., 1814), Т. 3, содержащий в себе теорию аналитических функций. — СПб. — 1823
- Логика или умственная наука, руководствующая к достижению истины, соч. аббата Кондильяка (Пер. з франц.). — М., 1805
- О пространстве и времени // Речи, говоренные в торжественном собрании Имп. Харьков. ун-та, бывшем 30 авг. 1807 г. — Х., 1807
- Рассуждение о динамической системе Канта // Речи, говоренные в торжественном собрании Имп. Харьков. ун-та, бывшем 30 авг. 1813 г. — Х., 1807
- О действии сил на гибкие тела и происходящем от того равновесии. Доложено на заседании Общ-ва Науки при Харьков. ун-те в 1814 г. — Х., 1817
- О пространстве и времени. Рассуждение о динамической системе Канта // Избр. произведения естествоиспытателей первой пол. XIX в. — М., 1959 (те саме: Русск. просветители (От Радищева до декабристов): Собр. произведений: В 2 т. — Т. 2. — М., 1966); Из отзыва на учебник «Логики» проф. А. И. Стойковича (1814). Отзыв на учебник «Логики» проф. И. Е. Шада (1816) // Там само[7].